# 飯原町
飯原町（いいはらちょう）は、埼玉県川口市の町名。現行行政地名は飯原町のみ。丁番を持たない単独町名である。住居表示実施地区。郵便番号は332-0024。

## 地理
川口市の南部に位置する。最寄り駅は京浜東北線川口駅であるが、東に約1 kmほど離れている。南側は荒川の堤防が境界となっており、主に住宅地となっている。地名の由来は飯塚の「飯」、原町の「原」、南町の「町」を一字ずつ取って命名された。

## 歴史

### 沿革
- 1974年（昭和49年）9月1日 - 住居表示実施に伴い、飯塚町三丁目、原町、南町の各一部から飯原町が成立する[5]。

## 世帯数と人口
2018年（平成30年）3月1日現在の世帯数と人口は以下の通りである。
| 町丁   | 世帯数  | 人口    |
| ------ | ------- | ------- |
| 飯原町 | 704世帯 | 1,461人 |

## 小・中学校の学区
市立小・中学校に通う場合、学区（校区）は以下の通りとなる。
| 番地            | 小学校             | 中学校           |
| --------------- | ------------------ | ---------------- |
| 4番1号〜8番99号 | 川口市立原町小学校 | 川口市立西中学校 |
| その他          | 川口市立飯塚小学校 | 川口市立西中学校 |

## 交通
地内に鉄道は敷設されていない。

### 道路
- 環状線通り

## 施設
- 川口市立原町小学校
- 県営川口飯原団地